# Cheonan (métro de Séoul)
Cheonan (hangeul : 천안 ; hanja : 天安) est une station de passage de la ligne 1 du métro de Séoul. Elle est située au 239 Daeheung-ro, dans le quartier Daeheung-dong de l'arrondissement Dongnam-gu de la ville Cheonan-si, dans la province Chungcheongnam-do, au sud-ouest de la ville de Séoul en Corée du Sud.
La gare d'origine ouvre en 1905 et la station de métro en 2005. Elle est desservie par les rames de services omnibus et express de la ligne 1. Elle est en correspondance directe avec la gare de Cheonan desservie par des trains voyageurs Korail.

## Situation sur le réseau

Plan du réseau (2023)

La station en surface Cheonan est une station de passage de la ligne 1 du métro de Séoul (branche Guro-Sinchang) : elle est située entre la station Jiksan en direction du terminus nord-est Yeoncheon, et la station Bongmyeong, en direction du terminus sud-ouest Sinchang.
Elle est en correspondance directe avec la gare de Cheonan.

## Histoire

### Gare ferroviaire
La gare d'origine est mise en service le 1er janvier 1905 sur la ligne Gyeongbu,,. La gare partage une partie des installations avec la station du métro.

### Station de métro
La station Cheonan est mise en service le 20 janvier 2005, lors de l'ouverture à l'exploitation du prolongement de Byeongjeom à Cheonan, nouveau terminus sud-ouest de la ligne 1 du métro de Séoul,,. Elle devient une station de passage le 15 décembre 2008, lors de l'ouverture du prolongement suivant de Cheonan à Sinchang.

## Services aux voyageurs

### Accès et accueil
La station est établie au 239 Daeheung-ro, dans le quartier Daeheung-dong. Elle partage le bâtiment avec la gare ferroviaire, accessible par deux bouches situées de part et d'autre des voies. La station utilise les quais 5 et 8.

### Desserte
Cheonan  : est desservie par les rames de services omnibus et express de la ligne 1. Les quais, 5 et 8, sont équipés de portes palières.

Installations anciennes
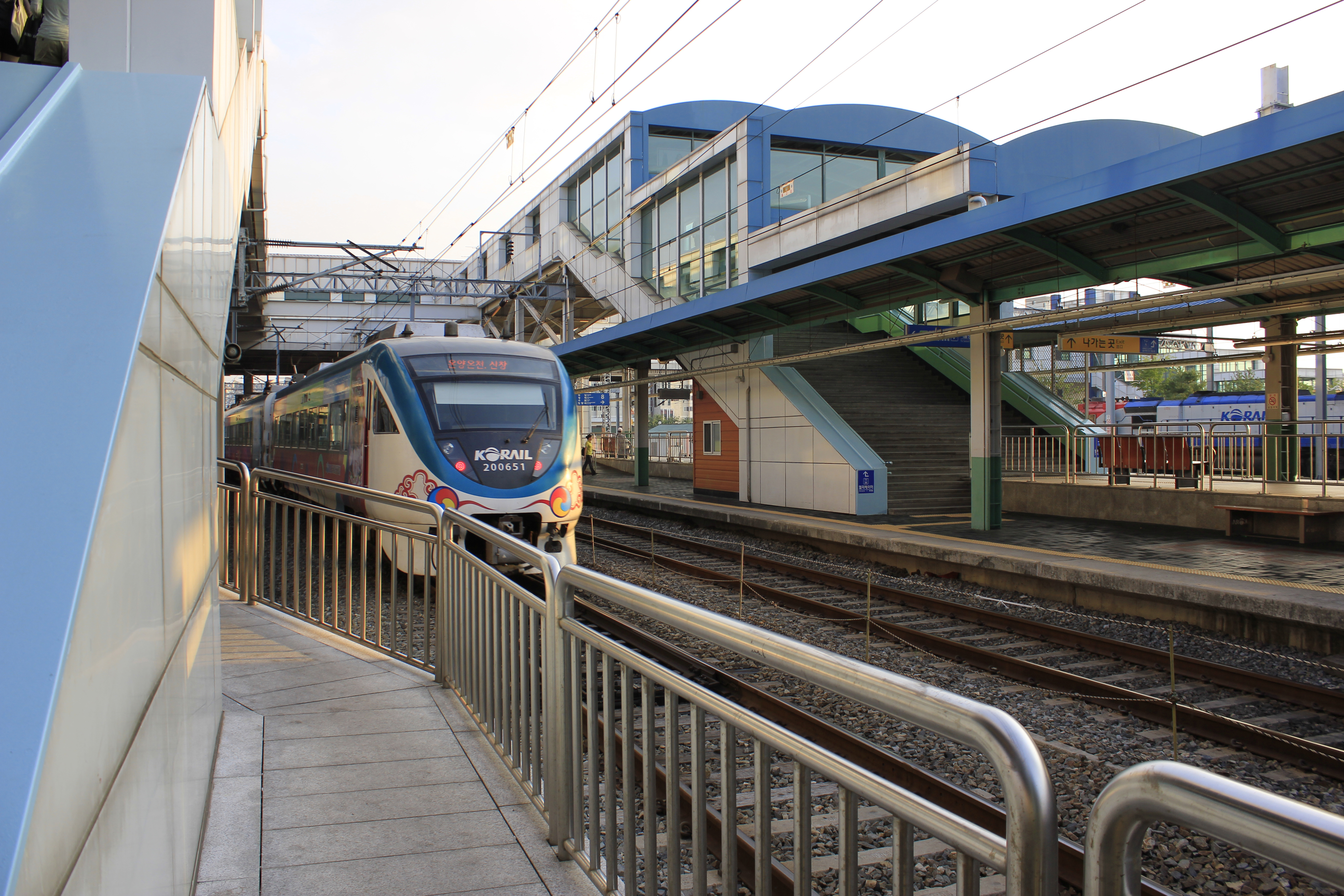
En 2013.
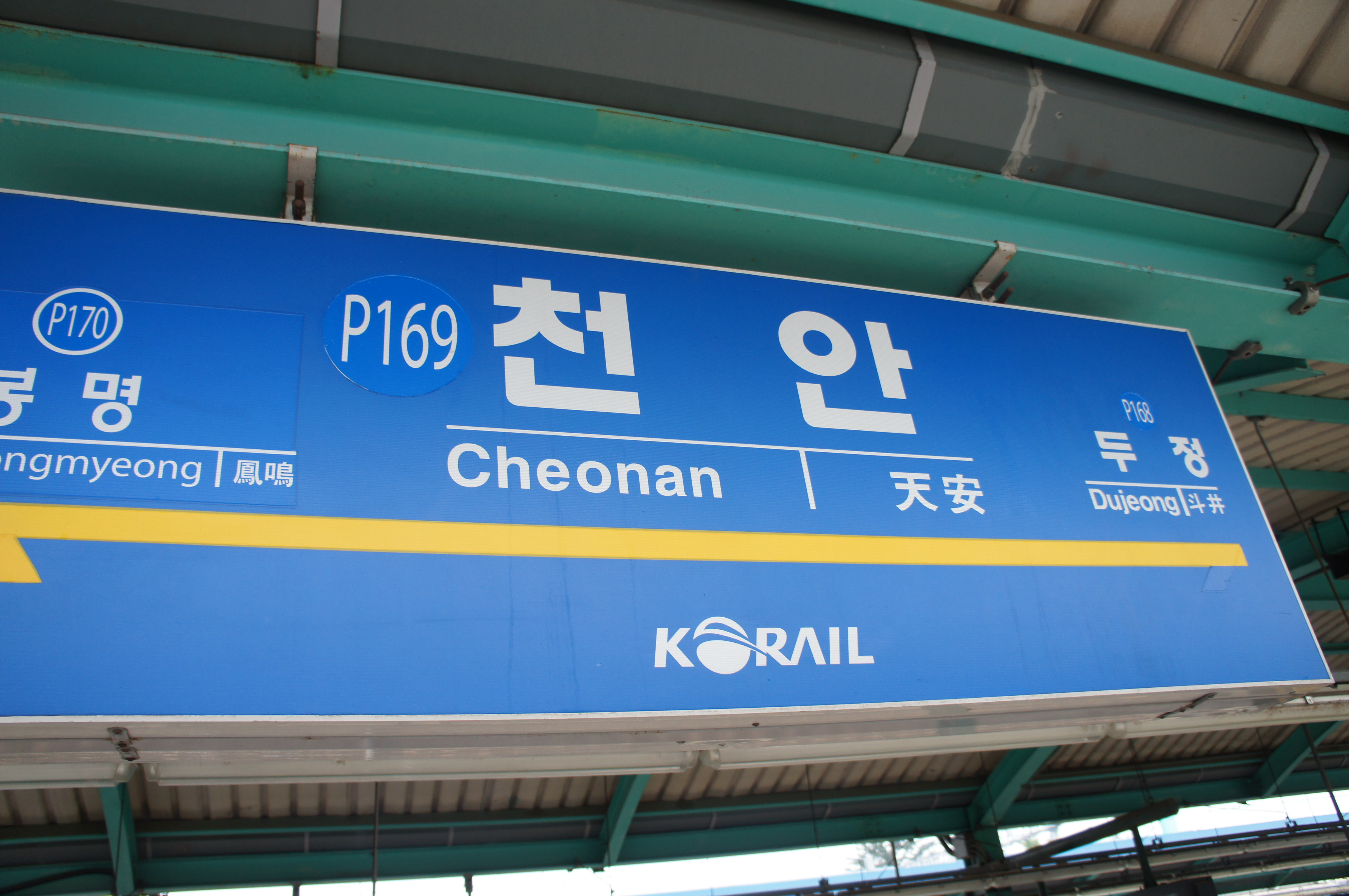
En 2014.
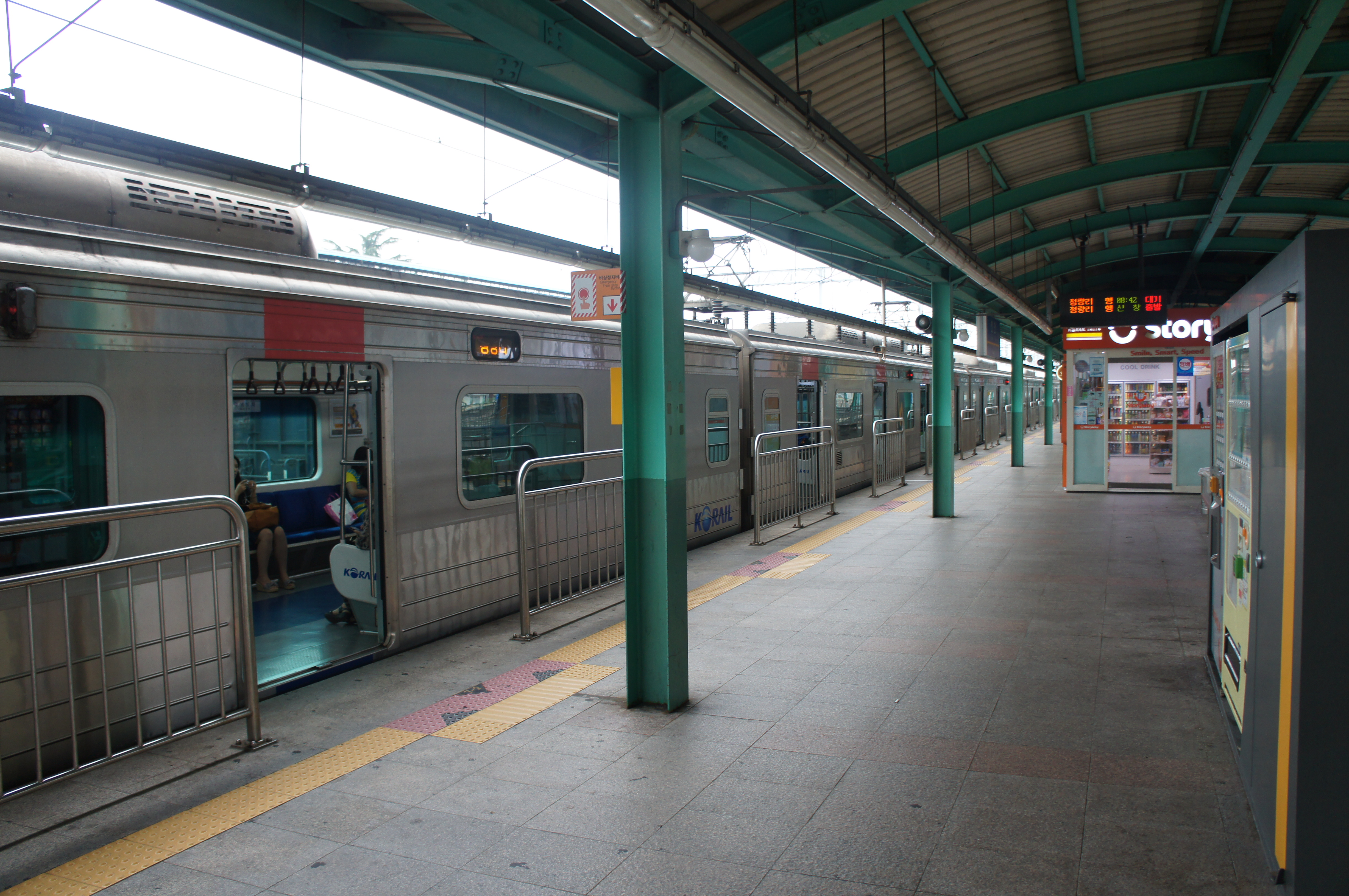
Quai 8, en 2014.

### Intermodalité
La station est en correspondance directe avec les quais desservis par les trains de la gare de Cheonan. Des arrêts de bus sont situés à proximité des bouches.

## À proximité
Elle dessert notamment un site mémoriel sur l'indépendance de la Corée.